# Мегура-Ілвей
Мегура-Ілвей (рум. Măgura Ilvei) — село у повіті Бистриця-Несеуд в Румунії. Адміністративний центр комуни Мегура-Ілвей.
Село розташоване на відстані 341 км на північ від Бухареста, 35 км на північний схід від Бистриці, 113 км на північний схід від Клуж-Напоки.

## Населення
За даними перепису населення 2002 року у селі проживали 1730 осіб. Рідною мовою 1728 осіб (99,9%) назвали румунську.
Національний склад населення села:
| Національність | Кількість осіб | Відсоток |
| -------------- | -------------- | -------- |
| румуни         | 1612           | 93,2%    |
| цигани         | 114            | 6,6%     |